# Cycas vespertilio
Cycas vespertilio — ендемічний для Філіппін вид саговника.

## Морфологічна характеристика
Стебло прямовисне, 100—300 см заввишки, 12–20 см у діаметрі. Листки перисті, у довжину 128—210 см, яскраво-зеленого кольору, розташовані на верхівці стебла і тримаються на листкових ніжках 46–52 см завдовжки; кожен лист складається з численних пар ланцетних листочків, що мають суцільний край, в середньому 270—290 см завдовжки. Це дводомний вид, чоловічі екземпляри якого не описані; у жіночих екземплярів у верхній частині стебла макроспорофіли завдовжки 17–19 см. Характерною рисою макроспорофілів є наявність двох бічних стулок, іноді колючих, що відрізняє цей вид від усіх інших саговників, присутніх на Філіппінах. Насіння приблизно яйцюватої форми, довжиною 36 мм.

## Поширення
Цей вид є ендеміком островів Панай, Негрос, Себу, Лейте, Самар і Лусон (лише південна частина) на Філіппінах.